# Sergio Perticaroli
Sergio Perticaroli (Roma, 16 febbraio 1930 – Roma, 19 agosto 2019) è stato un pianista italiano.

## Biografia
Allievo di Renzo Silvestri, nel 1952 fu il primo vincitore del Concorso Pianistico Internazionale Ferruccio Busoni, dopo che alle prime tre edizioni del Concorso non fu assegnato alcun primo premio. Nel 1954 vinse anche il Concours international d'exécution musicale de Genève intraprendendo una brillante carriera concertistica.
Suonò in tutti i continenti esibendosi nelle più importanti sale (Scala di Milano, Carnegie Hall di New York, Sala Glinka di San Pietroburgo, Symphony Hall di Melbourne, Teatro Colón di Buenos Aires, Symphony Hall di Kyoto), con rinomate orchestre (Berliner Philharmoniker, London Symphony Orchestra, Orchestra di Radio Mosca, Orchestra dell'Accademia Nazionale di Santa Cecilia) e con famosi direttori (Lorin Maazel, Sergiu Celibidache, Carlo Maria Giulini, Claudio Abbado, John Barbirolli, Aram Khačaturjan, Wolfgang Sawallisch).
Oltre all'attività concertistica, svolse attività didattica sia in Italia, dove fu titolare della cattedra di perfezionamento di pianoforte all'Accademia di Santa Cecilia di Roma, sia all'estero, con masterclass a Salisburgo, Cleveland, Parigi e in Giappone. Numerosi gli allievi di spicco vincitori di concorsi o che svolgono attività concertistica (Carlo Guaitoli, Massimiliano Ferrati, Luigi Tanganelli, Chiara Bertoglio, Alessandro Taverna, Giuseppe Greco, Cristiano Burato, Lorenzo Di Bella, Gil Shohat, Monaldo Braconi, Maria Perrotta, Daniele Rinaldo, Giuseppe Gullotta, Giulio Biddau, Leonora Armellini, Irene Veneziano, Francesco Attesti, Akané Makita, Mauro Bertoli).
Professore emerito e Accademico di Santa Cecilia, fu spesso membro di giurie in concorsi pianistici nazionali ed internazionali (Concorso Chopin di Varsavia, Casadesus, Casagrande, Schubert ed Ennio Porrino).
Nel 2011 venne colpito da un ictus che gli impedì di proseguire la carriera concertistica. Morì a Roma il 19 agosto del 2019.

## Discografia
Numerose le incisioni discografiche degne di nota: Concerto n. 5 per pianoforte e orchestra di Sergej Prokof'ev sotto la direzione di Celibidache (Fonit Cetra); il Concerto per pianoforte di Kačaturjan (Fonit Cetra); la Sonata op. 37a n. 1 di Čajkovskij e la Sonata per pianoforte n. 9 di Prokofiev (Ermitage); l'Appassionata di Beethoven e i Quadri da un'esposizione di Modest Petrovič Musorgskij (Aura Music).